# Demir Kapija
Demir Kapia (în macedoneană Демир Капија) este un oraș din Republica Macedonia. Numele localității și cheile munților străbătute de râul Vardar în dreptul acesteia poartă denumirea de Porțile de Fier și provine din limba turcă, din timpul Imperiului Otoman, demir însemnând fier și kapi însemnând poartă.